# Bethmann
Bethmann är en tysk bankirsläkt. 
Två bröder, Johann Philipp Bethmann (1715-1793) och Simon Moritz Bethmann (1721-1782) grundade 1748 i Frankfurt am Main bankirfirman Gebrüder Bethmann, som särskilt under Johan Philipps son Simon Moritz von Bethmanns (1768-1826) ledning hade en mycket stor betydelse. Firman beviljade lån till flera europeiska stater, bland annat Österrike och Danmark. Den var ännu under 1930-talet en av Tysklands största bankirfirmor.